# Okres Kežmarok
Okres Kežmarok je jedním z okresů Slovenska. Leží v Prešovském kraji, v jeho západní části. Na severu hraničí s Polskem a okresem Stará Ľubovňa, na jihu s okresem Poprad a Levoča. Hraničí také i s okresem Sabinov a to na východě.